# Duolun
Duolun (en chino, 多伦; pinyin, Duōlún; en mongol: Долоннуур, romanizado: Dolonnuur) es un condado bajo la administración directa de la Liga Xilin Gol en la Región Mongolia Interior, República Popular China.  Su área es de 3863 km² y su población total para 2010 superó los 100 mil habitantes.

## Administración
Desde julio de 2020, el condado Duolun se divide en 5 pueblos que se administran en 3 poblados y 2 villas.